# هوت اول (اکلاهما)
هوت اول(به انگلیسی: Hoot Owl) شهری در ایالت اکلاهما کشور ایالات متحده آمریکا است که جمعیت آن در سرشماری سال ۲۰۱۰ میلادی، ۴ نفر بوده‌است.